# Хајнц Шустер-Шевц
Хајнц Шустер-Шевц (глсрп. Hinc Šewc, нем. Heinz Schuster; Пуршвиц, 8. фебруар 1927) је лингвиста лужичкосрпских језика.

## Биографија
Хинц Шевц (нем. Хајнц Шустер) је рођен у горњолужичком селу Пуршвиц 8. фебруара 1927. године. Његов отац — Ернст Шустер (Цимерман) био је дрводеља и радник каменолома. Његова мајка је била домаћица Јохана Шустер (Марчинк). Од 1933. до 1941. године учио је народну школу у Пуршвицу. У Бауцену је студирао професију металуршког трговца. Завршио је двомјесечно обучавање и 1. марта 1946. године постављен у горњолужичкосрпском селу Опиц за учитеља дворазредне школе. У фебруару 1947. године се запослио у школи у горњолужичком селу Милкел. У то време учио је руски и чешки језике.
Године 1948. отишао је у Пољску, где се уписао на Јагелонски универзитет Кракова. Године 1953. добио је звање магистра руског језика и вратио се у домовину. Две године је радио као асистент на Институту за лужичкосрпски народопис у Бауцену. Године 1955. код лингвиста Ханса Холма Билфелта на Хумболтовом универзитету у Берлину одбранио је дисертацију на тему „Историјска и упоредна фонологија језика Албина Молера”. Од 1955. до 1964. године радио је као доцент лужичкосрпског језика на Универзитету „Карл Маркс” у Лајпцигу, где је предавао пољски и друге словенске језике. Године 1962. одбранио је дисертацију за звање доцента историјске лексикологије и етимологије словенских језика. Године 1964. позван је као професор словенске лингвистике и директор Института сорабистике на Лајпцишком универзитету, који је предводио до 1992. године. У том периоду Шевц је организовао међународне високошколске курсеве лужичкосрпског језика и културе (1967—1982). Од 1992. године Лужичкосрпски институт у Бауцену је наставио ову традицију.
Године 1974. добио је каваљерски крст Ордена препорода Пољске, 1980. године — награду Ћишинског 1. разреда (Министарство културе НДР), 1987. године — награду „Звезде пријатељства народа” (НДР).

## Публикације
Објавио је више од 400 публикација, углавном под немачко-лужичкосрпским именом Шустер-Шевц. Центар научних интереса је историја лужичкосрпских језика. Објавио је научне радове из доњолужичкосрпских споменика: Катехизам и збирка религиозних песама Албина Молера (1959), Превод Новог завета Миклавша Јакубице (1967), Enchiridion Vandalicum” Хандрија Таре (1990). Из горњолужичкосрпских споменика: Гроспоствицка крстионица Михала Френцела, Покајнички псалми Мартинија и катехизам Вјацлава Варихиуса. Пронашао је раније непознате дела „Das Neue Testament der niedersorbischen Krakauer (Berliner) Handschrift” (издато 1996. године), „Rukopis Jana Cichoriusa z lěta 1663” (издато 2000. године). Написао је историјско-етимолошки речник у пет томова („Historisch-etymologisches Wörterbuch der ober- und niedersorbischen Sprache”, 1978—1996), граматику књижевног горњолужичкосрпског језика у два тома („Gramatika hornjoserbskeje rěče”, 1968—1976). Од 1952. до 1991. године био је члан уредништва часописа Lětopis (серија А — језик и књижевност). Био је члан Горњолужичкосрпске језичке комисије при Академији наука НДР и Научног савета Лужичкосрпског института. Од 1988. године је члан Саксонске академије наука, од 1997. године — Пољске академије наука и уметности у Кракову. Од 1998. године — почасни доктор Краковског универзитета.